# Jan III van Polanen

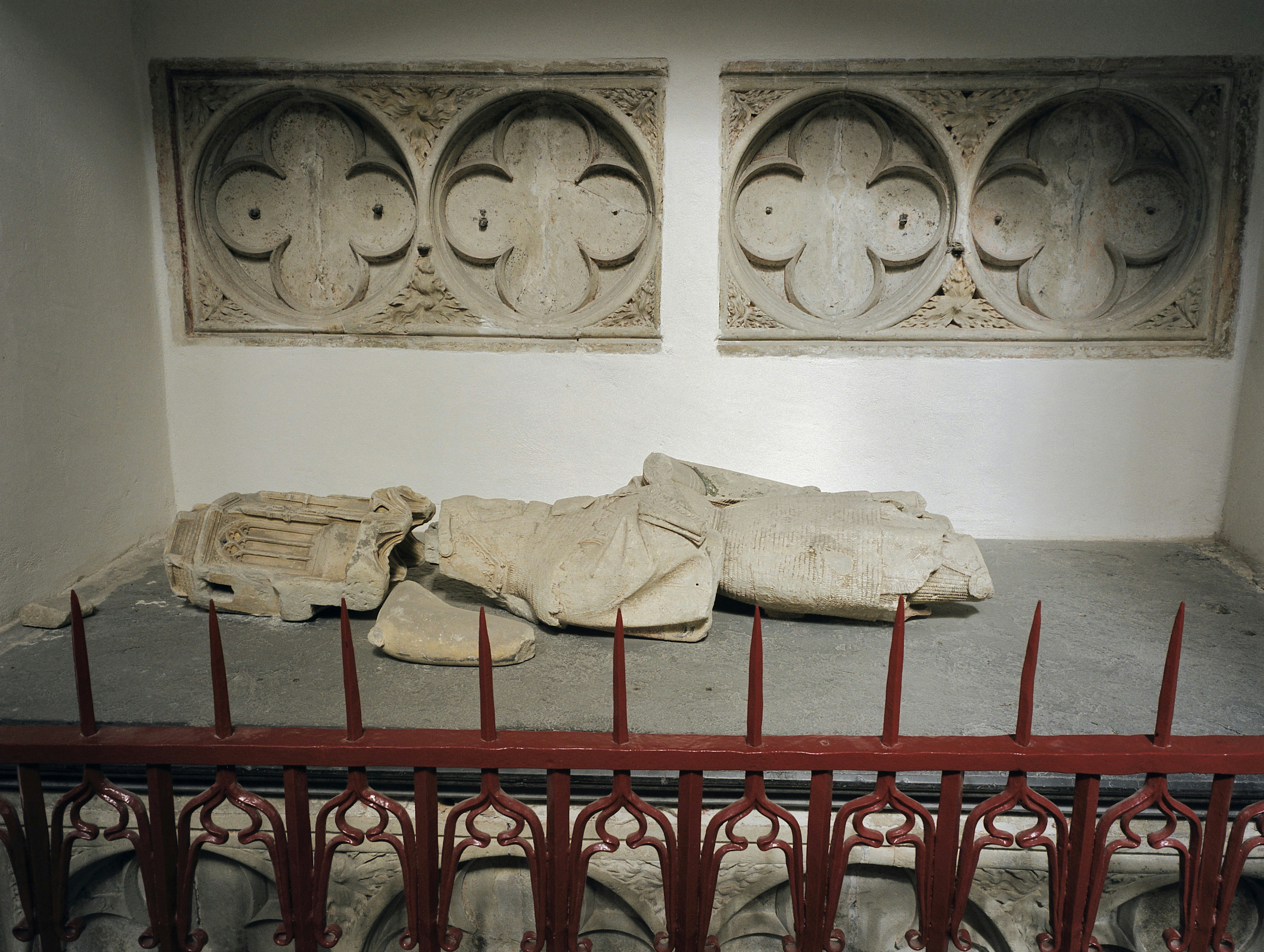
Het zwaar gehavende grafmonument van Jan III van Polanen

Jan III van Polanen (voor 1360 – 11 augustus 1394) was heer van Breda, Geertruidenberg, Klundert (Niervaart) en de Lek. De Polanens waren een zijtak van het huis Wassenaer.

## Levensloop
Behalve het stamleen Polanen bezat Jan nog zeer uitgebreide gronden. Zo kreeg zijn vader, Jan II, in 1353 de omvangrijke erfenis van Willem van Duivenvoorde. Eveneens in 1353 kocht Jan II de belangrijke baronie Breda van de hertog van Brabant. In 1362 werd Jan III met Niervaart beleend.
Hij was in 1371 samen met zijn vader aanwezig bij de Slag bij Baesweiler waarna gevangengenomen met Wenceslaus van Luxemburg, daarna vrijgekocht door de burgers van stad en lande van Breda en hetzelfde jaar nog tot ridder geslagen.
Op 8 juli 1379, na het overlijden van zijn vader, werd hij door de Hollandse graaf Albrecht van Beieren erkend in zijn Hollandse erfgoederen als heer van de Lek en Polanen. Hij werd ook erkend als heer van Breda, maar dit viel onder het bestuur van de hertog van Brabant.
Door zijn huwelijk met Odilia van Salm-Ravenstein kreeg Jan III ook bezittingen in het huidige Nederlands Zuid-Limburg.
Vanaf 1385 had Jan III zitting in de hofraad van Albrecht van Beieren. In 1388 werden aan hem door hertogin Johanna van Brabant verpand Zundert, Princenhage, Sprundel en Nispen, voor zover die bij de uitgifte in leen van het land van Breda aan de hertog waren verbleven.
Jan III stichtte, ook in 1388, een kapittelkerk in Breda.
Jan III werd begraven in de Grote kerk van Breda. Zijn praalgraf bestaat tot op heden, maar het is zeer gehavend. In tegenstelling tot zijn vader ligt hij alleen. Zijn vader ligt met zijn moeder Oda van Horne en zijn stiefmoeder Machteld van Rotselaer.

## Huwelijk en kinderen
Jan III van Polanen is eenmaal getrouwd geweest. Uit dit huwelijk (vóór 30 juli 1382) van Jan III met de edelvrouwe Odilia van Salm-Ravenstein 
(1370–1428), dochter van Johan II, graaf van Salm en Philippa van Valkenburg, werd alleen een dochter geboren, Jehenne (Johanna van Polanen), (1392). Zij werd in 1403 uitgehuwelijkt aan Engelbrecht I van Nassau-Siegen. Daarmee ging het grootgrondbezit van de Polanens over op het geslacht Nassau.

### Bastaard(klein)kinderen
- Jan van der Leck, geheten van Grijmhuysen, ± 1390 - < 1474 , buitenpoorter van Leuven.[4] Hij trouwde met Aleid van Egmond. Uit zijn huwelijk werd geboren:
  - Maria van der Leck. Zij trouwde met Willem I van Beieren-Schagen
- Catharina van der Leck, vermeld in de oorkonden van het klooster Sint-Catharinadal te Oosterhout.[5]